# 7674 Kasuga
7674 Kasuga è un asteroide della fascia principale. Scoperto nel 1995, presenta un'orbita caratterizzata da un semiasse maggiore pari a 2,9118945 UA e da un'eccentricità di 0,0871123, inclinata di 2,73787° rispetto all'eclittica.